# أحمد لاري
أحمد حاجي علي عبد الله لاري (1955 -)، نائب في مجلس الأمة الكويتي، ونائب سابق في المجلس البلدي الكويتي.

## سيرته السياسية
شارك في انتخابات المجلس البلدي 1993 في الدائرة الأولى وحصل على المركز الأول برصيد 1221 صوت ، وشارك في انتخابات المجلس البلدي 1995 في الدائرة الأولى وحصل على المركز الأول برصيد 1415 صوت ، وشارك في انتخابات مجلس البلدي 1999 في الدائرة الأولى وحصل على المركز الأول برصيد 1876 صوت.
وشارك في انتخابات مجلس الأمة الكويتي 2003 في الدائرة الأولى، وحصل على المركز الثالث برصيد 1362 صوت وخسرالانتخابات ، وشارك في انتخابات مجلس الأمة الكويتي 2006 في الدائرة الأولى، وحصل على المركز الأول برصيد 3150 صوت وفاز بالانتخابات ، وشارك في انتخابات مجلس الأمة الكويتي 2008 في الدائرة الأولى، وحصل على المركز الثامن برصيد 6919 صوت وفاز بالانتخابات.

## طرده من حركة العمل الشعبي
في 19 شباط/فبراير 2008، طردت كتلة العمل الشعبي أحمد لاري وزميله النائب الشيعي عدنان عبد الصمد لمشاركتهما في حفل تأبين القائد الأعلى لـ «حزب الله» الذي قُتل عماد مغنية. أصدرت حركة العمل الشعبي بيانًا يستنكر وبشدة مُشاركتهما في حفل التأبين حيثُ ذكروا بأن «نحن في كتلة العمل الشعبي نرفض رفضا قاطعا وباستنكار مشاركة النائبين عبدالصمد ولاري في مراسم تأبين الارهابي عماد مغنية، الذي اختطف وروع هو ومجموعته الكويت وشعبها، وقتل اثنين من ابنائها وبشكل وحشي من خلال ارتكابه لجريمة خطف طائرة الجابرية»، وقال المُتحدث باسم حشد مسلم البراك بأن القرار كان «ضرورة لا بد منها» وأضاف بأن «لم نجد أمامنا في الكتلة سوى اتخاذ هذا القرار الصعب، ومن يتخذ هذا القرار الصعب هو من يسعى إلى الموقف الصعب»

## أبرز مواقفه في مجلس الأمة

### مجلس الأمة 2006
| استجواب نورية الصبيح (2008) | ضد الاستجواب |
| إسقاط القروض (2006)         | ممتنع        |

### مجلس الأمة 2013
| التصويت على مرسوم الصوت الواحد (2013)          | موافق     |
| إحالة استجواب أحمد الحمود إلى التشريعية (2013) | موافق     |
| قانون الجرائم الالكترونية (2015)               | غير موجود |
| قانون البصمة الوراثية (2015)                   | موافق     |
| قانون المسيء (2016)                            | غير موجود |